# Karajagi, Khanapur
Karajagi là một làng thuộc tehsil Khanapur, huyện Belgaum, bang Karnataka, Ấn Độ.